# Petre Bărbuneanu

Amiralul Petre Bărbuneanu.

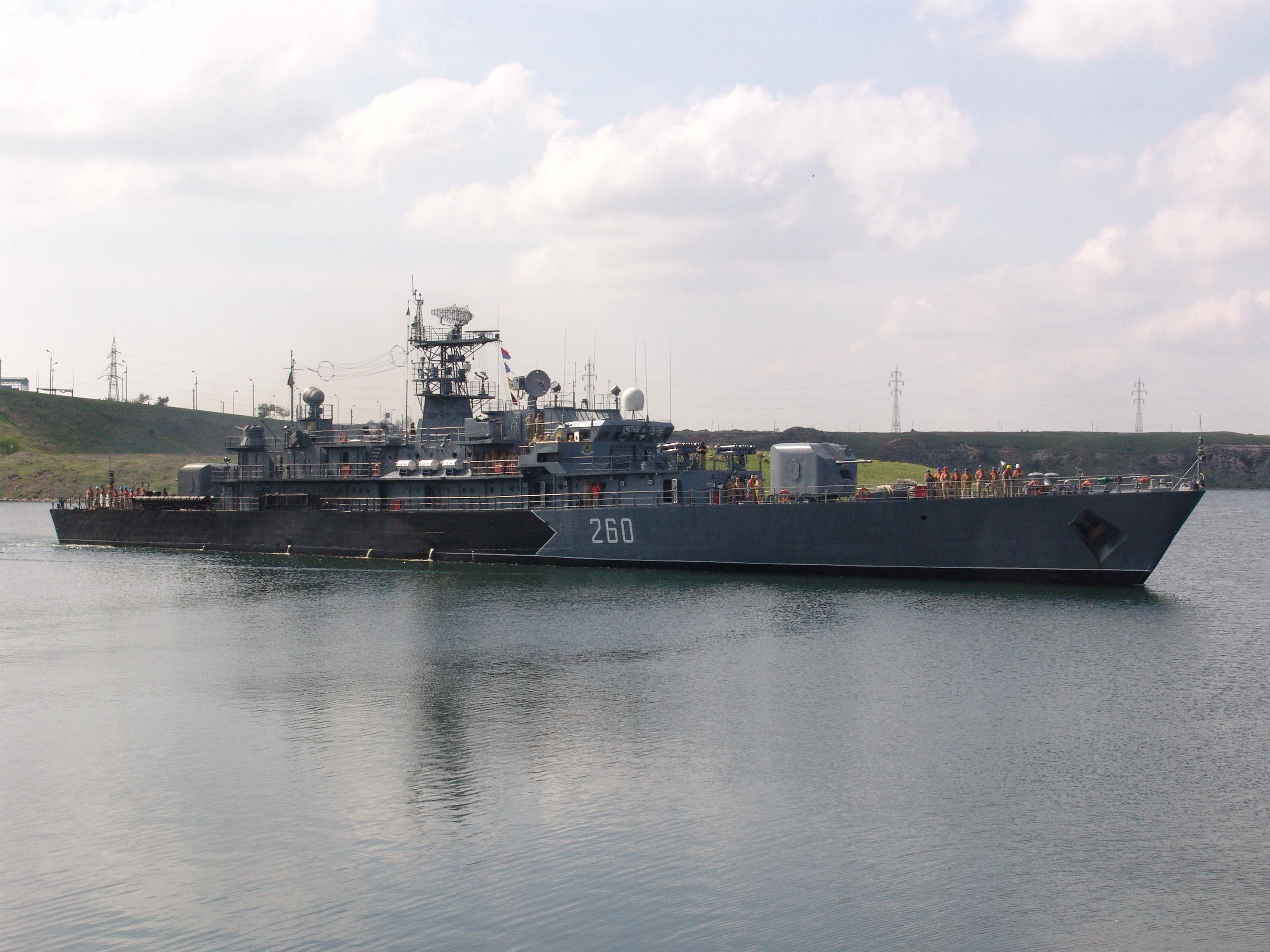
Corveta 260 „Amiral Petre Bărbuneanu” în portul militar Mangalia.

Petre I. Bărbuneanu (n. 16 decembrie 1881 – d. 1979) a fost un amiral român, care a deținut funcția de comandant al Marinei Militare Române (1937-1940 și 1945-1946).

## Biografie
Petre Bărbuneanu s-a născut în anul 1881 în familia unui militar de carieră. A urmat studii militare la Școala Fiilor de Militari de la Craiova (1895-1897) și apoi la Școala Navală din Fiume (1897-1902).
Grade: sublocotenent - 01.07.1902, locotenent - 10.05.1906, căpitan - 01.04.1911, locotenent-comandor - 15.08.1916, căpitan-comandor - 01.09.1917, comandor - 01.04.1920, contraamiral - 10.01.1932.
După absolvirea studiilor navale, Petre Bărbuneanu deținut funcția de secund al Bricului-școală "Mircea", după care a fost numit comandant al torpilorului "Năluca" și al Grupului de torpiloare (1913-1914). În cursul primului război mondial a comandat Grupul de vase port-mine. În anul 1920 a fost numit comandant al Escadrei de Dunăre. În perioadele 1924-1926 și 1928-1931, comandorul Petre Bărbuneanu a deținut funcția de comandant al Academiei Navale "Mircea cel Bătrân" din Constanța. Din anul 1927 s-a aflat la comanda Bazei Navale Maritime.
La data de 1 noiembrie 1937, contraamiralul Petre Bărbuneanu a fost numit în funcția de director al Direcției Marinei, iar la 2 noiembrie 1937, a preluat comanda Marinei Militare Române.
A fost trecut în retragere prin decretul-lege nr. 3.094 din 9 septembrie 1940 al generalului Ion Antonescu, Conducătorul Statului Român și președinte al Consiliului de Miniștri, împreună cu mai mulți generali considerați a fi apropiați fostului rege Carol al II-lea și acuzați că, în calitate de înalți comandanți militari, s-ar fi comportat necorespunzător în împrejurările dramatice din vara anului 1940. Decretul-lege prevedea scoaterea mai multor generali din cadrele active ale armatei cu următoarea justificare: „având în vedere că următorii ofițeri generali au săvârșit acte grave de incapacitate, demoralizând prin fapta lor prestigiul oștirii și elementarele comandamente ale răspunderii de ostaș. Având în vedere că prin lingușiri și metode incompatibile cu demnitatea de ostaș au ocupat înalte comandamente, încurajând apoi neseriozitatea și lipsa demnității ofițerești; Având în vedere că prin incapacitatea acestor ofițeri generali s'a ajuns la decăderea oștirii și la acte grave prin pierderea granițelor; Socotind că Națiunea trebuie să primească exemplul datoriei și al răspunderii prin sancționarea celor care s'au făcut vinovați de aceste abateri”. Efectele decretului-lege au fost anulate la 1 septembrie 1944, iar contraamiralul Bărbuneanu a fost reintegrat în drepturi, dar printr-un decret regal din 20 septembrie 1944 a fost trecut din oficiu în rezervă, pentru limită de vârstă, începând cu data de 29 decembrie 1940.
Odată cu formarea Guvernului Petru Groza, viceamiralul Petre Bărbuneanu a fost reîncadrat în funcția de subsecretar de stat al Marinei în cadrul Ministerului de Război (27 martie 1945 - 10 decembrie 1946), această funcție fiind echivalentă cu cea de șef al Statului Major al Marinei Militare Române. A fost înaintat la gradul de amiral la 8 iunie 1945, iar apoi la data de 10 decembrie 1946 a ieșit la pensie.
În anul 1960, amiralul Petre Bărbuneanu a publicat lucrarea Mările și oceanele pământului. Oceanologie, la Editura Militară (fiind reeditată în anul 1967), aceasta fiind prima lucrare de oceanografie românească.
Amiralul Petre Bărbuneanu a decedat în anul 1979, la vârsta de 98 de ani.
O corvetă a Marinei Militare Române a fost denumită în onoarea sa, "Amiral Petre Bărbuneanu".

## Activitatea publicistică
Amiralul Petre Bărbuneanu este autorul mai multor lucrări de tactică militară navală, dintre care menționăm:
- Mările și oceanele pământului. Oceanologie (Ed. Militară, București, 1960; ed. a II-a, 1967)

## Decorații
- Ordinul „Coroana României” în gradul de Mare Cruce (8 iunie 1940)[4]
- Ordinul „23 August” clasa a III-a (10 august 1964) „pentru merite deosebite în opera de construire a socialismului, cu prilejul celei de a XX-a aniversări a eliberării patriei”[5]
- Ordinul „23 August” clasa a II-a (4 mai 1971) „cu prilejul aniversării a 50 de ani de la constituirea Partidului Comunist Român, [...] pentru activitate îndelungată în mișcarea muncitorească și merite deosebite în opera de construire a socialismului”[6]

## Vezi și
- Forțele Navale Române
- Lista comandanților Marinei Militare Române